# Junta (álbum)
Junta es el tercer álbum de estudio de la banda de rock estadounidense Phish, grabado y lanzado en 1988 aunque no llegó de forma oficial a la venta hasta el 8 de mayo de 1989. El álbum fue lanzado posteriormente el 26 de octubre de 1992 por Elektra Records.
El álbum fue certificado oro por la RIAA el 9 de octubre de 1997 y platino el 7 de julio de 2004.
Desde febrero de 2009, el álbum está disponible para su descarga en formatos FLAC y MP3 en LivePhish.com.

## Lista de canciones

### Disco 1
1. "Fee" (Anastasio) – 5:23
2. "You Enjoy Myself" (Anastasio) – 9:47
3. "Esther" (Anastasio) – 9:21
4. "Golgi Apparatus" (Anastasio, Marshall, Szuter, Woolf) – 4:35
5. "Foam" (Anastasio) – 6:50
6. "Dinner and a Movie" (Anastasio, Pollak) – 3:42
7. "The Divided Sky" (Anastasio) – 11:50
8. "David Bowie" (Anastasio) – 10:59

### Disco 2
1. "Fluffhead" (Anastasio, Pollak) – 3:24
2. "Fluff's Travels" (Anastasio) – 11:35
3. "Contact" (Gordon) – 6:42
4. "Union Federal" [Live] (Anastasio, Fishman, Gordon, McConnell) – 25:31
5. "Sanity" [Directo] (Anastasio, Fishman, Gordon, McConnell, Pollak) – 8:22
6. "Icculus" [Directo] (Anastasio, Marshall) – 4:24

## Personal
Phish
- Trey Anastasio - guitarra, voz
- Page McConnell - teclados, voz
- Mike Gordon - bajo, voz
- Jon Fishman - bajo, voz, trombón

Otros
- Gordon Hookailo - ingeniero
- Bob Ludwig - masterización
- Michael F. Mills - diseño
- Jim Pollock - arte